# Baron Truro

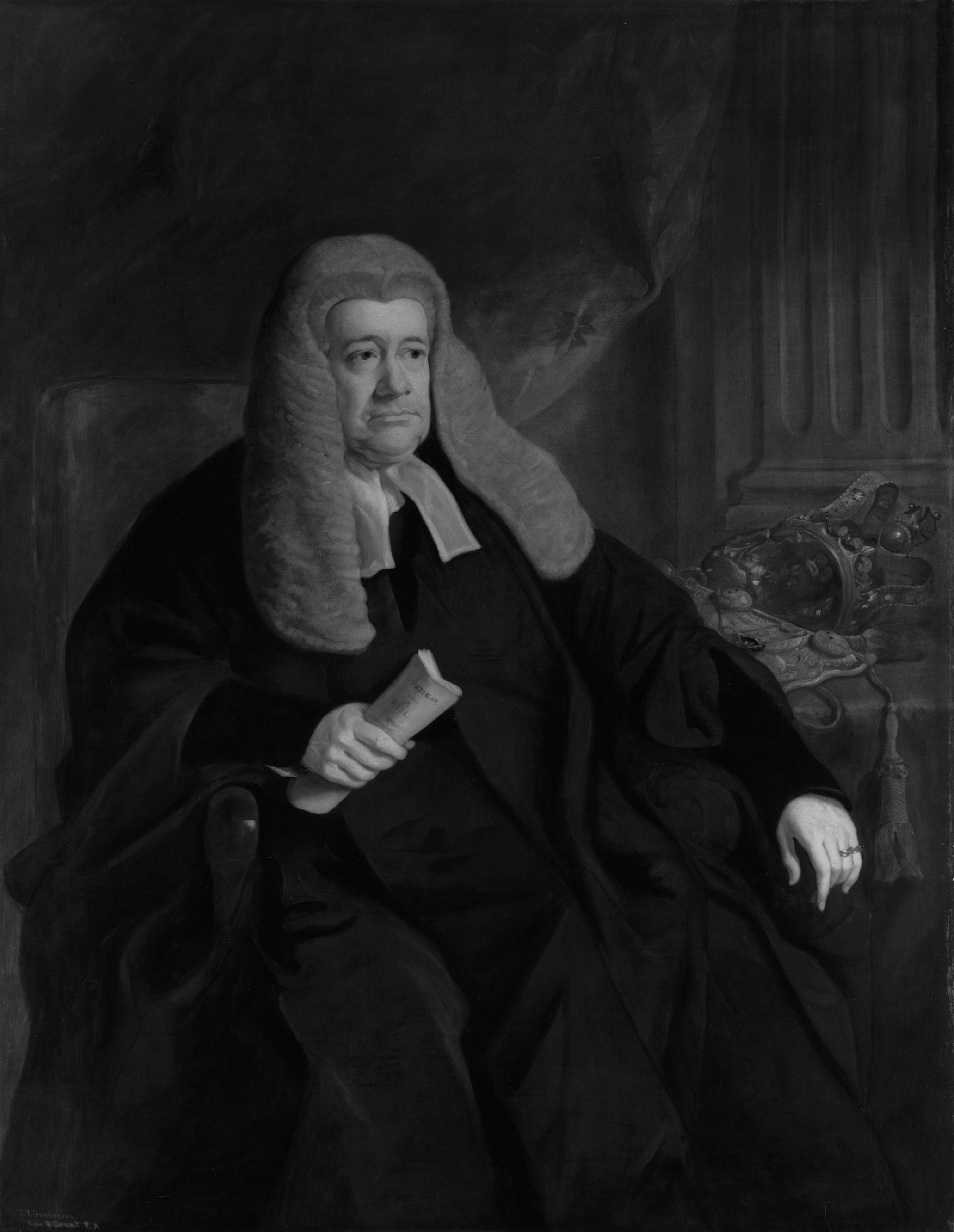
Thomas Wilde, 1. Baron Truro

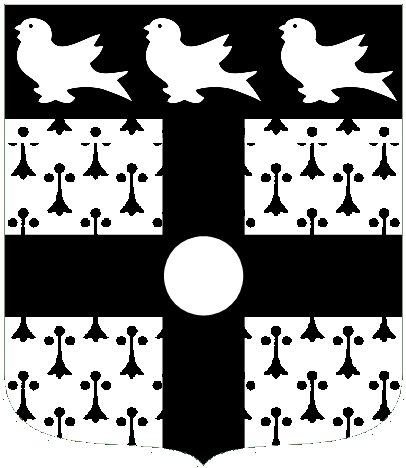
Wappen der Barone Truro

Baron Truro, of Bowes in the County of Middlesex, war ein erblicher britischer Adelstitel in der Peerage of the United Kingdom.

## Verleihung
Der Titel wurde am 15. Juli 1850 von Königin Victoria für den Politiker und Juristen Sir Thomas Wilde geschaffen. Dieser war mit Auguste Emma d’Este, einer Cousine der Königin, verheiratet und war im selben Jahr zum Lordkanzler ernannt worden.
Der Titel erlosch beim Tod seines Enkels, des 3. Barons, am 8. März 1899.

## Liste der Barone Truro (1850)
- Thomas Wilde, 1. Baron Truro (1782–1855)
- Charles Wilde, 2. Baron Truro (1816–1891)
- Thomas Wilde, 3. Baron Truro (1856–1899)